# Seznam poljskih filmskih režiserjev
Seznam poljskih filmskih režiserjev.

## A
- Katarzyna Adamik
- Laco Adamík (Slovak na Poljskem)
- Kalina Alabrudzińska
- Piotr Andrejew (1947 - 2017)
- Jerzy Andrzejewski (1909 - 1983) (scenarist)
- Jerzy Antczak (1929 -)
- Józef Arkusz (1921 - 2014)

## B
- Tomasz Bagiński
- Filip Bajon
- Stanisław Bareja
- Antoni Bednarczyk
- Elżbieta Benkowska
- Witold Bereś
- Barbara Bialowas
- Wiktor Biegański
- Eugeniusz Bodo (poljsko-švicarski)
- Antoni Bohdziewicz (1906 - 1970)
- Ryszard Bolesławski (pr.i. R. Srzedńicki) (od 1933 v ZDA)
- Walerian Borowczyk (poljsko-francoski)
- Jerzy Bossak
- Jarosław Brzozowski
- Leonard Buczkowski (1900 - 1969)
- Ryszard Bugajski (1943 - 2019)
- Michał Bukojemski (dokumentarist)

## C
- Eugeniusz Cękalski (1905 - 1952)
- Justyna Celeda
- Olga Chajdas
- Sylwester Chęciński
- Tadeusz Chmielewski
- Ryszard Czekala (animator)

## D
- Leszek Dawid
- Kinga Dębska
- Maciej Dejczer
- Kazimierz Dejmek
- Leiv Igor Devold
- Piotr Domalewski
- Jolanta Dylewska (direktorica fotografije)
- Bogdan Dziworski

## F
- Sławomir Fabicki
- Feliks Falk
- Jan Fethke
- Aleksander Ford (Mosze Lifszyc) (judovsko-poljsko-ameriški)

## G
- Jerzy Gabryelski
- Dariusz Gajewski
- Witold Giersz (animator)
- Robert Gliński
- Janusz Głowacki (scenarist)
- Mateusz Głowacki
- Lena Góra?
- Łukasz Grzegorzek

## H
- Wojciech Jerzy Has
- Aleksander Hertz
- Marek Hłasko (scenarist)
- Jerzy Hoffman (1932)
- Agnieszka Holland

## J
- Dariusz Jabłoński
- Aleksander Jackiewicz (filmski teoretik in kritik)
- Anna Jadowska
- Władysław Jahl
- Sylwester Jakimow
- Wanda Jakubowska
- Jan Jarosz (animator)

## K
- Kordian Kądziela
- Zygmunt Kałużyński (kritik, cineast)
- Janusz Kamiński
- Maria Kaniewska
- Kazimierz Karabasz
- Jerzy Kawalerowicz
- Anna Kazejak
- Krzysztof Kieślowski (& soscenarist Krzysztof Piesiewicz)
- Henryk Kluba
- Dorota Kobiela
- Damian Kocur
- Anna Kokoszka-Romer
- Jan Jakub Kolski
- Jan Komasa
- Bartosz Konopka
- Tadeusz Konwicki (1926 - 2015)
- Joanna Kos-Krauze
- Tadeusz Kowalski (Włodzimierz Tadeusz Kowalski - scenarist)
- Antoni Krauze
- Krzysztof Krauze (1953 - 2014)
- Mieczysław Krawicz (1893 - 1944)
- Adam Krzeptowski
- Eliza Kubarska (alpinistična)
- Feliks Kuczkowski (animator &risar Lucjan Kobierski)
- Mateusz Kudla
- Kazimierz Kutz (1929 - 2018)
- Bartosz Kurowski (scenarist)
- Zbigniew Kuzmiński
- Jan Kwieciński (1985)

## L
- Jan Laskowski (snemalec?)
- Magdalena Łazarkiewicz (née Holland)
- Piotr Łazarkiewicz
- Józef Lejtes
- Stanisław Lenartowicz  (1921 - 2010)
- Jan Lenica (polj.-franc. animator)
- Witold Leszczyński
- Jacek Łomnicki ?
- Jan Łomnicki (1929) (direktor fotografije, dokumentarist)
- Leszek Lorek (animator)
- Stanisław Loth (snemalec)
- Olaf Lubaszenko
- Jerzy Łukaszewicz
- Krzysztof Lukaszewicz

## M
- Jan Machulski (gledališki)
- Juliusz Machulski
- Janusz Majewski (1931)
- Michał Marczak
- Filip Marczewski
- Wojciech Marczewski
- Lechosław Marszałek (animator)
- Tomasz Mandes
- Jan P. Matuszyński
- Józef Meyer
- Maciej Migas
- Eugeniusz Modzelewski
- Janusz "Kuba" Morgenstern
- Andrzej Munk

## N
- Janusz Nasfeter
- Władysław Nehrebecki (animator)
- Damian Nenow
- Borys Newolin
- Przemysław Nowakowski (scenarist)

## O
- Mitja Okorn (slovensko-poljski)
- Ryszard Ordyński
- Lukasz Ostalski

## P
- Władysław Pasikowski (1959)
- Jerzy Passendorfer
- Paweł Pawlikowski (poljsko-angleški)
- Jan Pawlowski
- Joanna Pawluskiewicz
- Ewa Petelska
- Czesław Petelski
- Janusz Petelski
- Maciej Pieprzyca
- Piotr Pietucha (scenarist)
- Andrzej Piotrowski
- Paweł Pitera
- Zbigniew Pitera (kritik, publicist)
- Marek Piwowski
- Izabela Plucińska
- Roman Polanski (francosko-poljski)
- Bohdan Poręba
- Marian Prokop (direktor fotografije)
- (Tadeusz Pruszkowski)
- Edward Puchalski

## R
- Tomasz Raczek (kritik)
- Józef Robakowski
- Stanisław Różewicz
- Jan Rutkiewicz
- Zbigniew Rybczyński
- Jan Rybkowski
- Zbigniew Rychlicki (animator...)

## S
- Jerzy Skolimowski (1938)
- Edward Skórzewski
- Wojciech Smarzowski
- Agnieszka Smoczyńska
- Witold Sobociński (direktor fotografije-snemalec)
- Tadeusz Sobolewski (scenarist)
- Władysław Starewicz (animator)
- Jerzy Stefan Stawiński
- Henryk Szar
- Daniel Szczehura (animator)
- Andrzej Szczytko
- Konrad Szołajski
- Piotr Szulkin
- Małgorzata Szumowska

## Ś
- Aleksander Ścibor-Rylski (scenarist...)
- Maciej Ślesicki
- Władysław Ślesicki

## T
- Aleksandra Terpinska
- Jerzy Toeplitz (kasneje filmski zgodovinar)
- Andrzej Trzos-Rastawiecki
- Leon Trystan (tudi teoretik)
- Andrzej Twerdochlib (scenarist)
- Stanisław Tym

## V
- Patryk Vega

## W
- Andrzej Wajda (1926 - 2016)
- Wacław Wajser (animator ?)
- Marian Walentynowicz (animator ...)
- Tomasz Wasilewski
- Michał Waszyński
- Michal Wawrzecki
- Jan Wilkowski (1921 - 1997) ?
- Stanisław Wohl
- Przemysław Wojcieszek
- Jerzy Wójcik (direktor fotografije, režiser...)
- Hanna Antonina Wojcik-Slak (slovenska režiserka delno poljskega rodu)
- Marcin Wrona (1973 - 2015)

## Z
- Roman Załuski
- Krzysztof Zanussi
- Janusz Zaorski
- Jerzy Zarzycki
- Greg Zglinski (polj.-švicarski?)
- Claudia Zie
- Jerzy Ziernik
- Tomasz Zygadło

## Ž
- Edward Żebrowski
- Izabela Żubrycka
- Andrzej Żuławski (1940 - 2016) (poljsko-francoski)
- Xawery Żuławski